# خوسيه ماريا سانشيز مارتينيز
خوسيه ماريا سانشيز مارتينيز (بالإسبانية: José María Sánchez Martínez)‏ (مواليد 6 أكتوبر 1983) هو حكم كرة قدم إسباني يدير مباريات الدوري الإسباني وهو حكم دولي، ويعد مصنف كحكم من فئة النخبة من اليويفا.

## مهنة التحكيم
بدأ سانشيز في تولي مهام التحكيم في عام 2000. حكم في دوري الدرجة الثانية ب لموسم 2010–11، قبل أن ينتقل إلى الدرجة الثانية في الموسم التالي. بعد أربع سنوات تمت ترقيته للعمل في دوري الدرجة الأولى. أدار مباراته الأولى في 29 أغسطس 2005 في مباراة جمعت بين ريال سوسيداد و‌سبورتينغ خيخون والتي انتهت بالتعادل 0–0. في 2017 أدار إياب كأس السوبر الإسباني 2017 بين ريال مدريد و‌برشلونة والتي انتهت بفوز ريال مدريد 0–2.
في عام 2017 أصبح سانشيز حكمًا مدرجًا في قائمة الفيفا. أدار أول مباراة له مع الأندية الأوروبية 13 يوليو 2017، وهي بمباراة ضمن الدور الثاني من التصفيات الأوروبية ترنتشين و‌بني يهودا. في 20 مارس 2019 أدار أول مباراة دولية له وهي مباراة ودية بين الأرجنتين و‌فنزويلا.
في 2 مايو 2019 تم اختيار سانشيز ضمن حكام الفيديو المساعدين بكأس العالم للسيدات 2019 في فرنسا.

## الحياة الشخصية
ولد سانشيز في لورقة بمرسية. وهو خبير اقتصادي ويعمل في بنك.